# Mate Boban
Mate Boban escutarⓘ (nascido em 1940 em Grude, Bósnia e Herzegovina, e falecido em Mostar, em 7 de julho de 1997) foi um político bósnio-croata e líder dos croatas da Bósnia e Herzegovina durante a Guerra da Bósnia. Boban foi o primeiro e único presidente da Herzeg-Bósnia, entidade que nunca foi reconhecida e que existiu entre 1991 e 1994. Foi um virulento anti-bósnio e manteve relações amistosas com os sérvios, mesmo quando os croatas lutaram contra o Exército Popular Iugoslavo e a República Sérvia de Krajina.

## Ligações Externas
- El País. Noticia de la muerte de Boban.
- Bosnia report. Boban: Karadzic's 'brother in Christ' (inglés)